# 我看見兩朵一樣的雲
《我看見兩朵一樣的雲》（英語：The Boy Who Counted Cars）是一部尚未上映的中國大陸科幻愛情電影，由《没有影子的人》《死后三天》導演嚴藝之執導、編劇，王源、文淇、溫茉言主演。该片剧本曾获第4届平遥国际电影展创投大会青云剧本奖、第33届中国电影金鸡奖创投大会“艺术之光奖”。

## 演員陣容
- 王源 飾 阿志
- 文淇 飾 小一
- 溫茉言
- 閆楠
- 張頌文（特别出演）
- 陳創（友情出演）
- 趙天愛（友情出演）
- 趙子琪（友情出演）
- 楊九郎（友情出演）
- 钎城（友情出演）

## 制作
该片于2023年2月底杀青。

## 外部連結
- 《我看見兩朵一樣的雲》的新浪微博
- 豆瓣电影上《我看見兩朵一樣的雲》的資料 （简体中文）
- 抖音-電影我看見兩朵一樣的雲 （页面存档备份，存于）